# Sonja Eggerickx

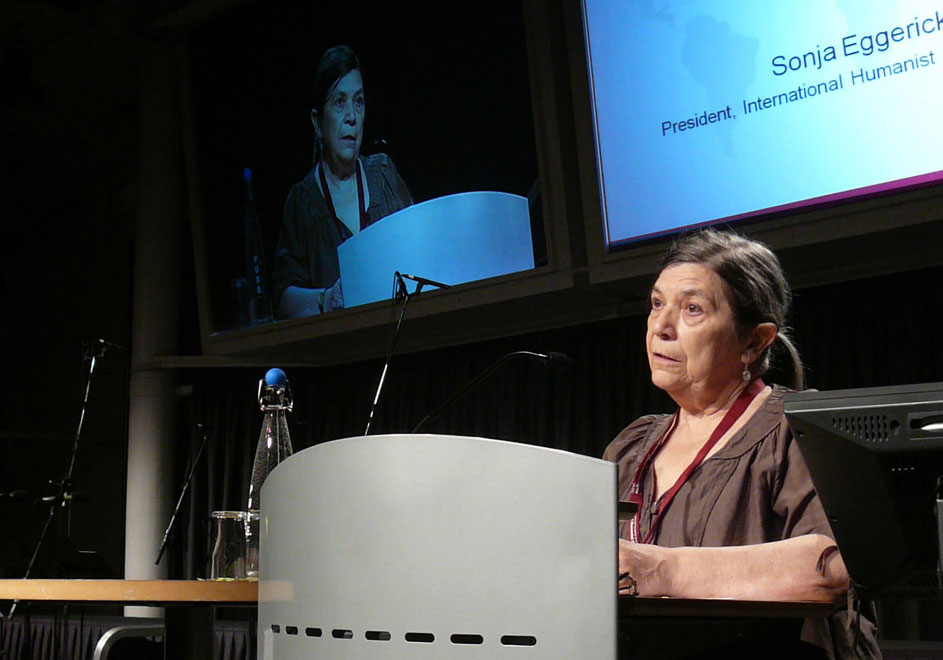
Sonja Eggerickx, 2011 in Oslo

Sonja Eggerickx (* 8. Februar 1947) ist eine belgische Humanistin und ehemalige Präsidentin der Internationalen Humanistischen und Ethischen Union (IHEU).

## Leben
Eggerickx wuchs zunächst in einem stark katholisch geprägten Dorf nahe Brüssel auf und besuchte die Gemeindeschule. Der  Wechsel auf die staatliche Sekundarschule in Brüssel öffnete ihr die Augen für die Relativität der Weltanschauungen. Sie studierte an der Universität Gent und arbeitete bis zu ihrer Pensionierung im September 2012 als Lehrerin und später Schulrätin im Fach „moralische Erziehung“. Sie begann, sich über ihre Tätigkeit als Lehrerin für „nicht-konfessionelle Ethik“ hinaus zu engagieren und war Herausgeberin von MORES, einem humanistischen Magazin für Lehrkräfte. Ihrem feministischen Ethos („Beklage Dich nicht, dass es keine Frauen in dieser Position gibt, wenn Du nicht damit beginnst, es selbst zu ändern.“) schreibt sie es zu, dass sie sich für herausragende Führungsämter bewarb und sie viele Jahre erfolgreich ausfüllte.
Eggerickx ist ebenfalls Präsidentin von Unie Vrijzinnige Verenigingen. Im April 2006 wurde sie zur Präsidentin der IHEU gewählt und ist damit die erste Frau in diesem Amt. Zuvor war sie von 2002 bis 2006 IHEU-Vizepräsidentin. Ende Mai 2015 beendete sie nach neun Jahren an der Spitze der internationalen humanistischen Dachorganisation ihr viele Reisen erforderndes Ehrenamt. Im Rahmen ihrer Arbeit als Aktivistin hat sie sich als eine der internationalen Sprecherinnen gegen Anti-Homosexualitätsgesetze in der Welt hervorgetan.